# Ganonema formosae
Ganonema formosae är en nattsländeart som beskrevs av Iwata 1928. Ganonema formosae ingår i släktet Ganonema och familjen Calamoceratidae. Inga underarter finns listade i Catalogue of Life.